# Orchis spitzelii
Orchis spitzelii es una orquídea muy rara que se distribuye por los Alpes y Europa Central. Es de hábito terrestre y tiene tubérculos. 

## Descripción

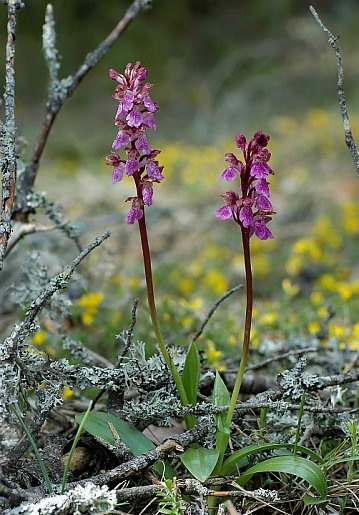
Orchis spitzelii plantas

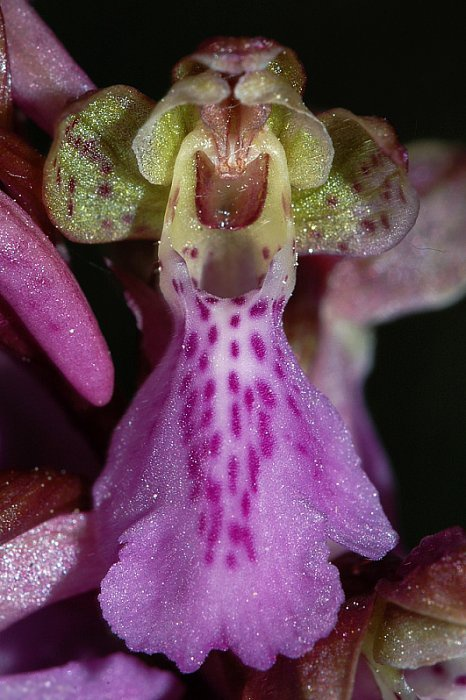
Detalle de la flor

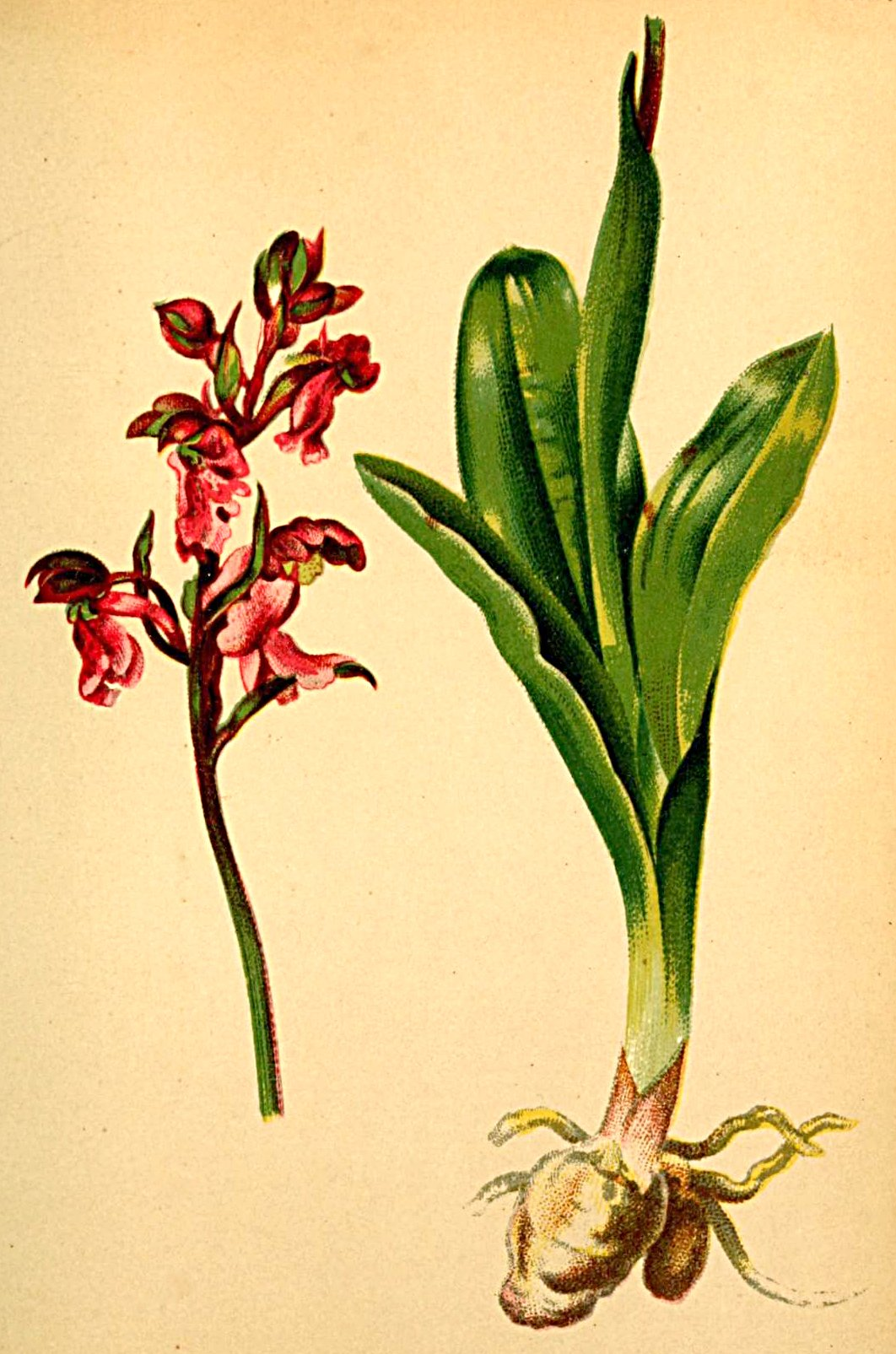
Ilustración

Las hojas son lanceoladas con una longitud de 5 cm, crecen desde los tubérculos subterráneos que tienen un tamaño máximo de 6 cm y son redondos. Las inflorescencias, que son erectas en espiga, salen de la roseta basal de hojas estando cubierto el tallo por una bráctea color verde claro.
Presenta una densa floración con flores pequeñas. Los tres sépalos son iguales en tamaño estando soldados por los lados quedando los ápices sueltos; estos extremos sueltos son muy finos y los dos laterales se curvan a cada lado; el central se arquea hacia abajo. Forman una especie de gorra que cubre la columna. Los sépalos presentan unas nerviaciones pronunciadas, y un color purpúreo-marrón con bordes virando al verde en el haz. En el envés presentan un color verde.
El labelo sobresale debajo de  la gorra 3/4 partes; es del mismo color rosa que los sépalos.  El labelo presenta cinco lóbulos. Los tres centrales forman el cuerpo central como un trapezoide más ancho que los dos laterales. El cuerpo central presenta un abombamiento y es de color púrpura con manchas de este color más intenso; en la parte superior cerca de la columna presenta color blanquecino que más al interior vira a verde. Los dos lóbulos laterales son como dos alerones de color púrpura pálido. Tiene además dos pétalos muy reducidos en el interior que no se observan a simple vista, aunque en algunas variedades sobresalen ligeramente bajo la gorra, que son de color verde.

Florece desde marzo hasta junio. El color puede variar desde blanco a diferentes tonos de rosa y púrpura.

## Hábitat y distribución
Se desarrolla en prados y terrenos a la luz solar directa o media sombra. Se encuentra en las montañas mediterráneas, los Alpes, el Jura, Europa Central y en Suecia (exclusivo en Gotland).

## Taxonomía
Orchis spitzelii fue descrita por Saut. ex W.D.J.Koch  y publicado en Synopsis Florae Germanicae et Helveticae 686. 1837.
Etimología
Estas  orquídeas reciben su nombre del griego όρχις "orchis", que significa testículo, por la apariencia de los tubérculos subterráneos en algunas especies terrestres. La palabra 'orchis' la usó por primera vez  Teofrasto (371/372 - 287/286 a. C.), en su libro  "De historia plantarum" (La historia natural de las plantas). Fue discípulo de Aristóteles y está considerado como el padre de la Botánica y de la Ecología.
spitzelii: epíteto otorgado en honor del botánico alemán Anton von Spitzel (1807-1853).
Subespecies, variedades e híbridos naturales
- Orchis spitzelii subsp. gotlandica, también descrita como variedad
- Orchis spitzelii var. gotlandica

Puede hibridarse con otras especies de orquídeas, y se describen los siguientes híbridos (u.a. de G. Blaich):
- Orchis × algeriensis B.Baumann & H.Baumann 2005 (Orchis patens × Orchis spitzelii)
- Orchis × amsittenii Hautz. 1976 (Orchis mascula × Orchis spitzelii)
- Orchis × elsarocchia (Orchis purpurea × Orchis spitzelii)
- Orchis × klopfensteiniae P.Delforge 1994 (Orchis pallens × Orchis spitzelii)
- Orchis × petterssonii G.Keller ex B.Pett. 1947 (Orchis mascula × Orchis spitzelii)
- Orchis × tingitania Hautz. 1976 (Orchis provincialis × Orchis spitzelii)
- Orchis olbiensis × Orchis spitzelii

Sinonimia
- Androrchis spitzelii (Saut. ex W.D.J.Koch) D.Tyteca & E.Klein 2008;
- Barlia spitzelii (Saut. ex W.D.J.Koch) Szlach. 2001;
- Orchis kelleri Hunz. ex G.Keller & Soó 1932;
- Orchis maireana G.Keller 1932;
- Orchis mrkvickana Velen. 1922
- Orchis orientalis (Rchb. f.) Richter?;
- Orchis orientalis (Rchb.f.) Klinge 1898;
- Orchis patens f. orientalis (Rchb.f.) E.G.Camus 1908;
- Orchis patens subsp. falcicalcarata Wildh. 1974;
- Orchis patens subsp. orientalis (Rchb. f.) Ascherson & Graebner 1890;
- Orchis patens subsp. spitzelii (Saut. ex Koch) Löve & Kjellqvist 1973;
- Orchis patens var. atlantica Battandier & Trabut 1884;
- Orchis patens var. asiatica Renz;
- Orchis patens var. fontanesii Rchb.f. 1851;
- Orchis patens var. spitzelii Fiori & Paoletti;
- Orchis patens var. orientalis Rchb.f. 1851
- Orchis spitzelii subsp. cazorlensis (Lacaita) D.Rivera & Lopez Velez 1987;
- Orchis spitzelii var. gotlandica Petterson 1940;
- Orchis spitzelii var. sendtneri Rchb. f.;
- Orchis viridi-fusca Albov. 1895[2]